# Contra el viento (álbum)
Contra el viento  es el sexto álbum de estudio de la cantante y compositora Kany García. El álbum fue lanzado el 17 de mayo de 2019. Debutó con 2,000 unidades vendidas durante la semana del 23 de mayo, permitiendo posicionarse en la posición veintidós en la lista Latin Albums de "Billboards". El álbum se incluyó en "Los 50 mejores álbumes de 2019 (hasta ahora) por la revista Billboard Magazine".
El 1 de marzo de 2019, fue publicado su primer sencillo «Quédate» junto a Tommy Torres. El día 17 de mayo fue lanzado, hasta ahora, el segundo sencillo de este material discográfico «Remamos» en colaboración con Natalia Lafourcade.
El álbum fue producido por Marcos Sánchez y grabado por Orlando Di Pietro, Larry Coll, José E. Diaz, Orlando Ferrer, Harold W. Sanders, Ismar Colón y Daniel Bitran Arizpe

## Lista de canciones
| N.º | Título                             | Duración |  |
| 1.  | «Así voy yo»                       | 2:48     |  |
| 2.  | «Remamos» (con Natalia Lafourcade) | 3:49     |  |
| 3.  | «Me mudé»                          | 3:16     |  |
| 4.  | «Tu amor es como un río»           | 3:45     |  |
| 5.  | «Aunque sea un momento»            | 3:37     |  |
| 6.  | «Quédate» (con Tommy Torres)       | 3:19     |  |
| 7.  | «La libreta»                       | 3:05     |  |
| 8.  | «Mundo inventado»                  | 3:44     |  |
| 9.  | «Solo falta que llegues tú»        | 3:20     |  |
| 10. | «Vivir contigo»                    | 3:20     |  |
| 11. | «Las palabras» (con Fito Páez)     | 4:21     |  |

## Posicionamiento en listas
| Listas                            | Mejor posición |
| --------------------------------- | -------------- |
| Estados Unidos (Top Latin Albums) | 4              |
| Estados Unidos (Latin Pop Albums) | 2              |